# Rockwell Blake
Rockwell Blake (kallas "Rocky" av vänner och fans), född 10 januari 1951 i Plattsburgh, New York, är en amerikansk operasångare (tenor). Har ofta utpekats som 1900-talets största Rossini-sångare och fick det första Richard Tucker-priset, bl.a.för sina unika tolkningar av "Lindoro" (Italienskan i Alger), "Giacomo" (La donna del lago) och "greve Almaviva" (Barberaren i Sevilla).

## Karriär
Blake har studerat musik vid State University of New York och på Catholic University of America, under hela denna period var hans personliga rösttränare Renata Carisio Booth. Efter att ha lämnat universitetet så gjorde han militärtjänst i USA:s flotta som sångare i deras manskör och därefter som solist i US Navy.
1976 gjorde han sin scendebut som "Lindoro" i Italienskan i Alger på Kennedy Center i Washington D.C., där han blev upptäckt av sopranenerna Beverly Sills och Sarah Caldwell. 1981 gjorde han sin debut på Metropolitan i samma roll. Efter det löpte karriären på och han blev en flitig gäst på de europeiska operascenerna och har dessutom gjort många uppträdanden på Rossinifestivalen i Rossinis födelsestad Pesaro, Italien. Hans karriär nådde sin zenit i början på nittiotalet då han gjorde sin debut på Teatro alla Scala, i en uppsättning av La donna del lago.
Trots att Blake är mest känd för sina Rossiniroller är han mycket mångsidig, han har också sjungit roller i operor av Händel, Bellini, Mozart, Gluck, Meyerbeer, Offenbach, Massenet, Domenico Cimarosa och Nikolaj Rimskij-Korsakov.
Kritikerna är inte odelat positiva till Rockwell Blake, han har ofta fått kritik för sin röst och speciella sångteknik (främst hans "leende-teknik") som kanske ibland offrar skönheten för teknisk briljans. Man kan dock inte bortse från att hans röst har ett omfång på över två och en halv oktav och att han till synes aldrig andas.
Med tiden har Rockwell Blake alltmer sällan synts på scenen, utan ägnar alltmer tid åt att undervisa på musikuniversitet och konservatorier över hela världen. Hans senaste scenframträdande var 2004 i Hugenotterna av Meyerbeer.

### Cessa di più resistere
Rockwell Blake är mest känd som den som fick operahusen att återinföra tenorarian "Cessa di più resistere" i operan Barberaren i Sevilla av Rossini. Arian hade tidigare ansetts för svår att sjunga. Anledningen till detta är att tenorer som Caruso hade konkurrerat ut de mer lyriskvirtuosa tenorerna och att tonsättarna började komponera tenorroller för denna rösttyp, till exempel "Cavaradossi" i Tosca, "Rodolfo" (La Bohème), "hertigen" i Rigoletto etc.
Rossinis belcanto-operor hade dock lyckats leva kvar på repertoaren tack vare sina dramatiska egenskaper och vackra musik, men sättet att sjunga dem förändrades.
Först gjorde sångare som Maria Callas, Giuseppe di Stefano, Joan Sutherland och Luciano Pavarotti belcanton populär igen. De gav spelrum för tenorer som Rockwell Blake att försöka restaurera den tidiga belcanto-stilen. Blake, med sin enorma andningskontroll och stora omfång, klarade av dessa uteslutna arior och han berättar i Bruce Duffies intervju att var han än skulle sjunga "barberaren" så insisterade han på att arian Cessa di più resistere skulle inkluderas. Hans envishet har gjort att Rossini-tenoren som begrepp införts och öppnat upp för en ny generation av lyriskvirtuosa tenorer, till exempel Gregory Kunde och Juan Diego Florez.
Rocky sjunger Cessa di più resistere i Madrid

### Roller (urval)
- "Lindoro" (Italienskan i Alger av Rossini)
- "Greve Almaviva" (Barberaren i Sevilla av Rossini)
- "Rinaldo" (Armida av Rossini)
- "Giacomo" (La donna del lago av Rossini)
- "Idreno" (Semiramide av Rossini)
- "Gualtiero" (Il Pirata av Bellini)
- "Elvino" (Sömngångerskan av Bellini)
- "Ruggiero" (Alcina av Händel)
- "Leicester" (Elisabetta, regina d'Inghilterra av Rossini)
- "Mitridate" (Mitridate, re di Ponto av Mozart)
- "Don Ottavio" (Don Giovanni av Mozart)
- "Orfeus" (Orfeus och Eurydike - Parisversionen av Gluck)
- "Prinsen" (Askungen av Rossini)

### Utmärkelser
- Richard Tucker Award for Tenor Singers (1978)
- Cavaliere Ufficiale, Ordine al Merito della Repubblica Italiana (1994)
- Diapason d'Or de l'Aneé (1994)
- Hedersdoktor i musik, State University of New York
- Victoire de la Musique (1997)
- Chevalier de l’ordre des Arts et des Lettres  de la République Française (2000)
- Grand Prix du Palmares des Palmares (2004)

### Skivor
- 1993 – The Mozart Tenor: Rockwell Blake
- 1993 – Encore Rossini – Rockwell Blake
- 1995 – Rockwell Blake: French Opera Arias (1995)
- 1998 – Rossini: Il barbiere di Siviglia (Blake, Serra, Dara, Montarsolo) (1998)
- 2004 – Rossini for Tenor
- 2005 – Rossini: La Donna del Lago (Anderson, Blake, Merritt, Dupuy, Surjan, Muti)